# Бруклін (район Сан-Паулу)
Бруклін (порт. Brooklin) — район бразильського міста Сан-Паулу, розташований на межі округів Ітайм-Бібі і Санту-Амару, на півдні міста. Це один з найбагатших, найбезпечніших та найспокійніших районів у місті.
Район найбільш відомий завдяки новому діловому центру, одному з головних, поруч з проспектами Пауліста, Бригадира Фарії Ліми, Ребоусас та історичним центром міста, сконцентрований навколо проспекту Берріні та шосе Маржінал-Піньєйрус (проспекту Сполучених Націй). В цьому районі найкраще представлений сектор послуг, тут існує багато імпозантних будівель різноманітних стилів, від невеликих до хмарочосів.
| Бразилія | Це незавершена стаття з географії Бразилії. Ви можете допомогти проєкту, виправивши або дописавши її. |